# Maison du 3 rue des Cuisiniers à Bayeux
La maison du 3 rue des Cuisiniers est un édifice situé à Bayeux, dans le département français du Calvados, en France. Elles est classée au titre des Monuments historiques.

## Localisation
Le monument est situé au 3 rue des Cuisiniers, non loin de la cathédrale.

## Historique

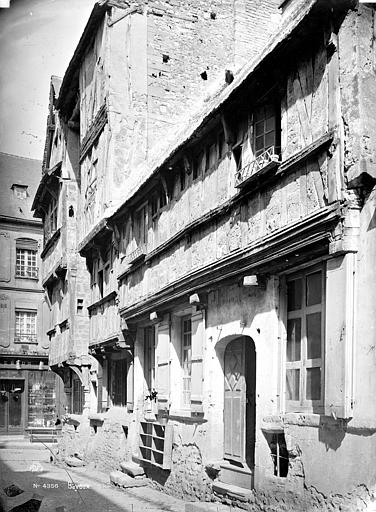
La maison au XIXe siècle ou au début du XXe siècle par Séraphin-Médéric Mieusement

La maison est datée du XVIe siècle. Dans le même quartier perdurent d'autres maisons anciennes. 
La maison est classée au titre des Monuments historiques depuis le 27 mars 1941.

## Architecture
La maison est construite selon la technique des pans de bois.
La maison atteint 8,8 m de long pour 8,7 m de large, et environ 10 m de hauteur.